# コンパクトカメラ
コンパクトカメラとは、その名の通りコンパクト（小型）なカメラの総称。フィルムカメラにおいては、一眼レフカメラ・二眼レフカメラに対しビューファインダーカメラの通称として用いられることがある。 デジタルカメラにおいては、レンズ交換可能な一眼レフカメラ・ミラーレス一眼カメラ・中判カメラ・大判カメラなどに対して、大きさ如何に係らずレンズ交換が不可能なカメラの総称として用いられることが多い。安価な機種からプロ用の高級機まであり、中にはコンパクトと呼ぶには語弊がありそうな形状を持つものもある。

## レンズについて
概ねレンズは、扱いやすく被写界深度が比較的深めの画角（30 - 50mm程）である広角〜標準レンズが作りつけになっており、ほとんどのモデルは交換できない。後に多くのモデルがズームレンズを搭載するようになり、画角の範囲も拡大していく。

## ピント合わせの種類について
採用されている焦点（ピント）合わせは固定焦点・目視ピント・ゾーンフォーカス・レンジファインダー・オートフォーカスなどに分かれる。
製造コストの観点から、低価格なカメラ（ハーフサイズカメラなど）には固定焦点 (パンフォーカス) 、ある程度以上の価格のカメラにはレンジファインダーやオートフォーカスが採用される傾向がある。

## 歴史について

### 自動撮影の普及
カメラの撮影は、 露出（シャッター速度と絞り）、焦点の各要素を適切に操作する必要があり、写真に関して専門知識のない人にはハードルが高いとされ、長年にわたって撮影操作を自動化する工夫が重ねられてきた。
1963年4月に小西六写真工業（のちのコニカ、現コニカミノルタ）が、世界初の自動露出カメラ（AEカメラ）「コニカ AutoS」を発売した。シャッター速度と絞りの自動化が実現し、残す自動化対象は焦点操作となった。AEカメラはアメリカで「休日に気軽に持ち出して使えるカメラ」との意味で「vacation camera」と呼ばれ流行した。
1977年11月30日に、同じく小西六写真工業が世界初のオートフォーカスカメラ「コニカ C35AF」を発売した。ジャストピントの意味から「ジャスピンコニカ」と愛称を付け宣伝し、女性を含む幅広い層に受け容れられた。その愛称から焦点操作の自動化が注目されがちであるが、自動露出機構を搭載したAEカメラでもあり、AE・AFをともに備えることで世界で初めて自動撮影を実現させたカメラである。
なお、日本のカメラメーカーのうち、ペンタックスとニコンはコンパクトカメラへの参入が他社と比べると遅かった。（ペンタックスは1982年、ニコンは1983年に発売）

### ズーム競争と多様化
全自動撮影が当たり前になり、1980年代末期になると、コンパクトカメラにズームレンズが搭載されるようになった。当初は1.5〜2倍程度の倍率であったが、1990年代後半になると望遠側が150mm、200mmといった焦点距離を持つ機種も発売され各メーカーがしのぎを削り合った。望遠側の倍率を伸ばすこともさながら、広角側も拡張することで倍率を高める機種も出現するなど、多様な機種が市場を沸かせた。
高倍率ズームとは逆に、単焦点や低倍率ズームながらも高品位なレンズを搭載するコニカのビッグミニシリーズや京セラ/ヤシカのTシリーズ、リコーのRシリーズ、フジのTIARAシリーズなども登場するようになる。

### APSコンパクトカメラの登場
1996年に登場したAPSカメラはイメージサークルの縮小とフィルム自体の小型化によって、小型モデルを中心に普及が進んだ。中でもキヤノンのIXYシリーズは高品位なステンレスの外装と円をモチーフにしたデザイン、35mmフィルムカメラでは実現出来なかったような小型ボディによってヒットした。IXYのデザインと名称はデジタルカメラにも引き継がれ、これもヒットとなった。デジタルカメラの台頭により、APSコンパクトカメラはAPSフィルムの衰退と共に淘汰されていくこととなる。

### デジタルカメラにおけるコンパクトカメラ
デジタルカメラにおけるコンパクトカメラの名称はフィルム時代とは異なり、黎明期のレンズ固定式の小型機種でもそれなりの大きさを有していたため、現在でも大きさ如何にかかわらずレンズ固定式のカメラ全般に対し用いられるようになった。レンズ固定式のコンパクトカメラに対して、レンズ交換の可能なカメラは一眼カメラ等の名称で区別される。従って一部の大型のデジタルコンパクトカメラは、小型化が進んだミラーレス一眼カメラなどと体積の面での区分が曖昧になってきている。デジタルカメラにおいては、液晶ファインダーの搭載によって光学ファインダーの必須性は薄れるなどによって、従来のフィルムカメラのような光学面からのコンパクトカメラの区分が難しく、分類基準がレンズの脱着可不可ほどしかないことが理由として挙げられる。
デジタルコンパクトカメラのバリエーションは、フィルムという制約がなくなり、回転式レンズを備えたスイベル式の登場や縦に格納されるレンズ機構など、デザイン上での自由度が増え、フィルム時代にも増して提案されている。また小型モデルにおいては本体の縮小化も一層進み、より手軽に持ち歩く事が可能になった。

## 高級コンパクトカメラについて

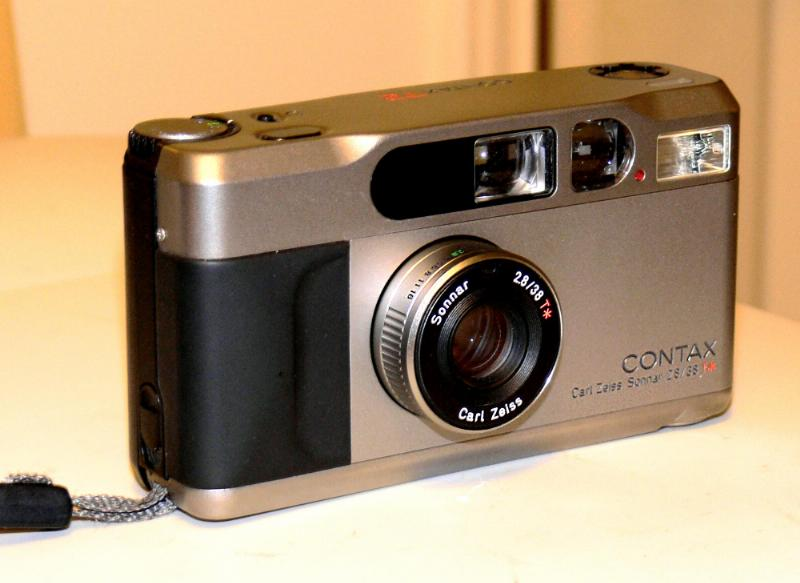
コンタックス T2

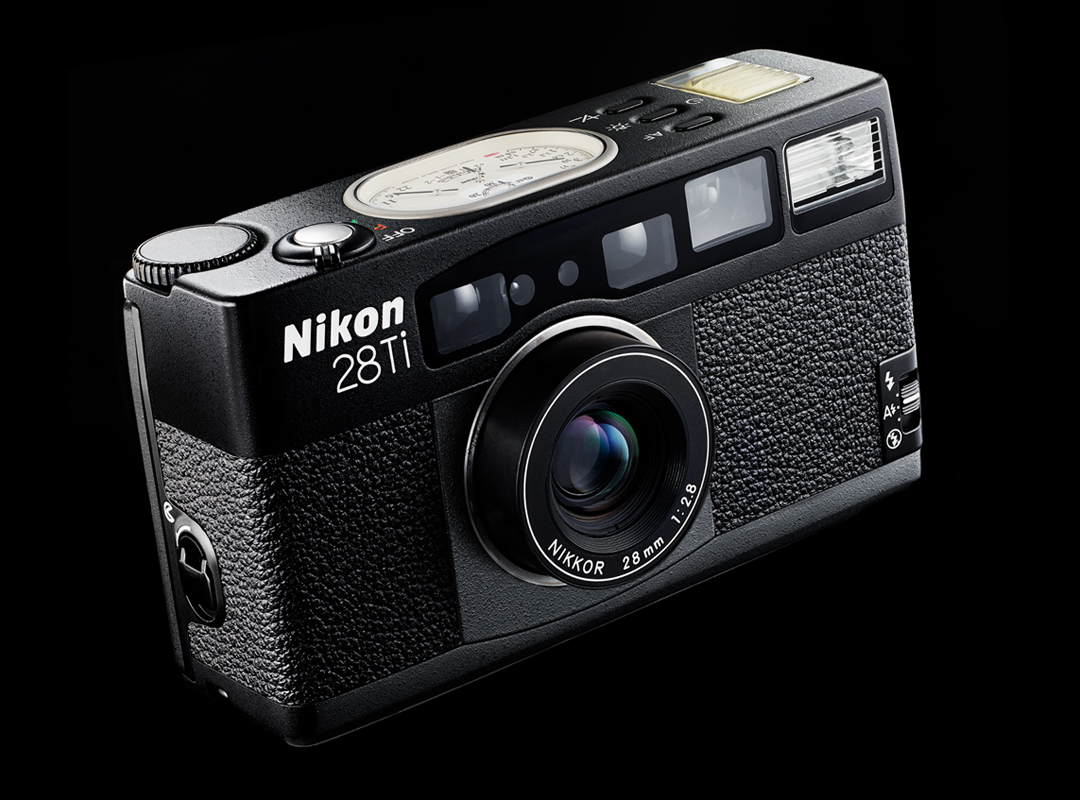
ニコン 28ti

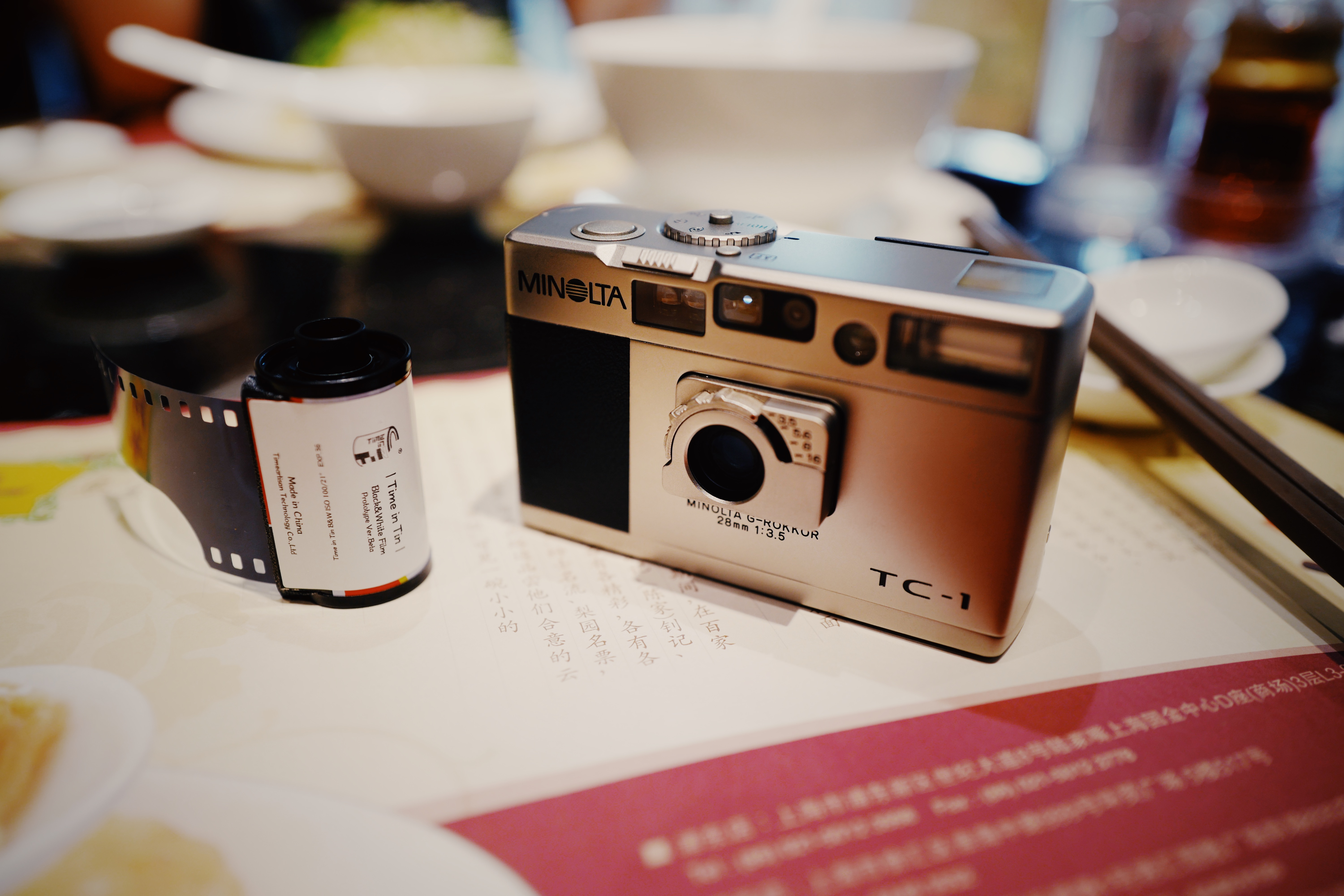
ミノルタ TC-1

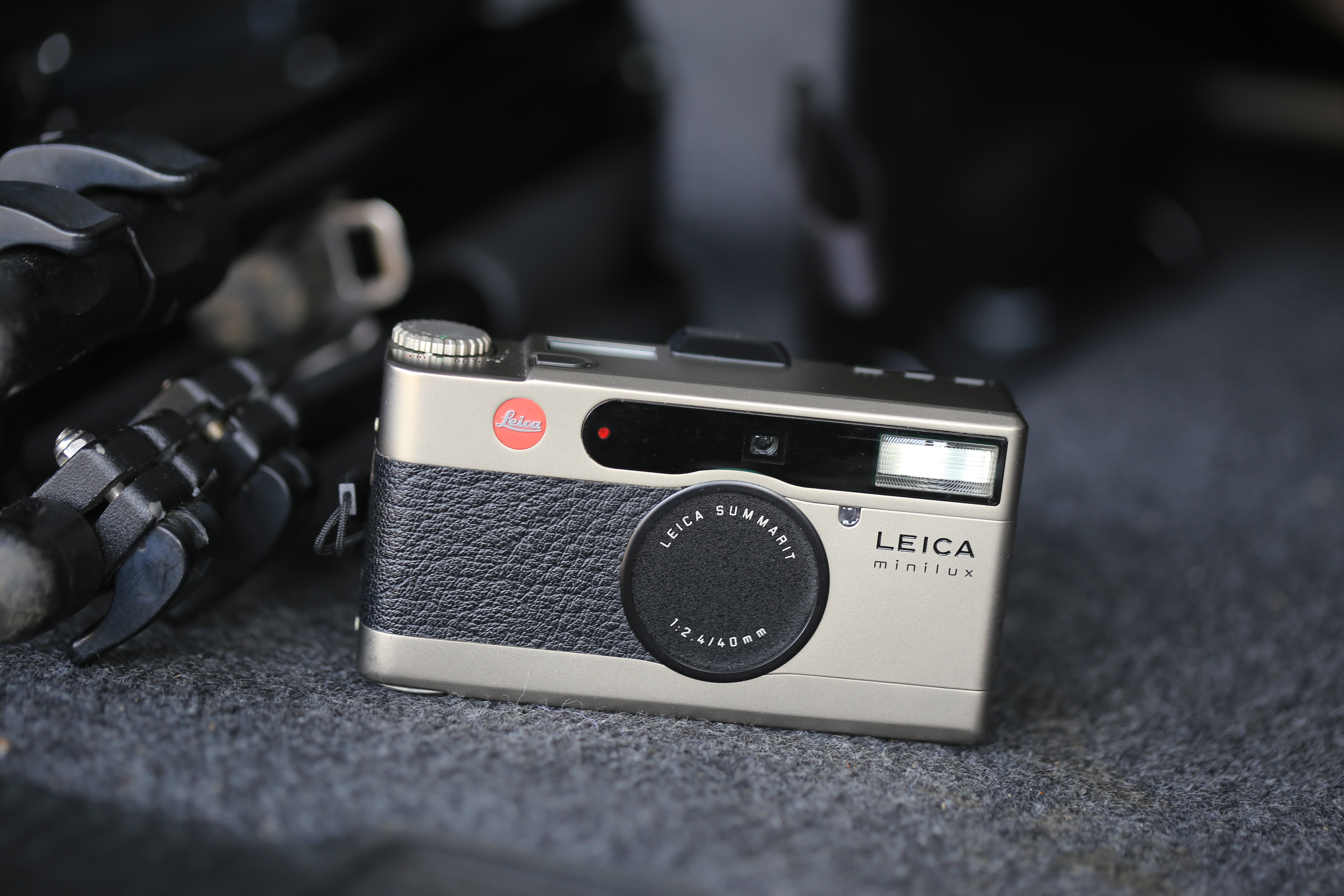
ライカ minilux

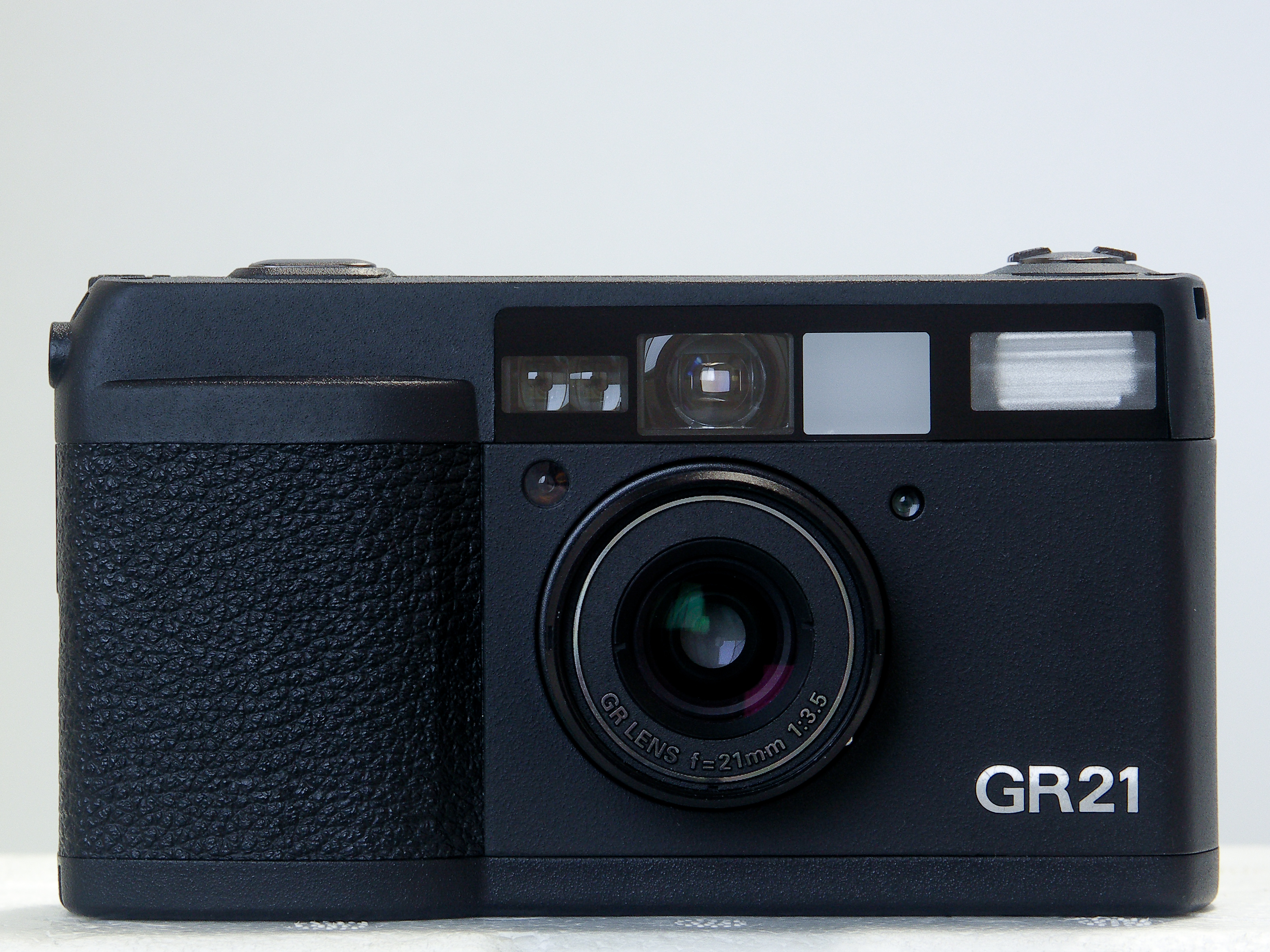
リコー GR21

最初期はローライ 35シリーズやオリンパス XAシリーズ等に代表されるような、小型ではあるが高品位なレンズを搭載し、マニュアル操作である程度の自由がきき、プロカメラマンのサブカメラとなり得るようなカメラが草分けであった。
1984年に京セラがカール・ツァイスのゾナーを搭載したコンタックス Tを発売し高級コンパクトカメラと呼ばれるジャンルを築いた。1990年発売の後継T2は高級コンパクトカメラの代表的機種ともいえ、ジャンルを強固なものとした。T2は他メーカーにも大きな影響を与え追随製品が多数出現した。これらのカメラは
- 高級レンズを搭載
- 高品位な外装やメカニズム
- 全自動カメラが全盛期の時代において絞り優先AE、選択可能な複数の測光方式やマニュアルフォーカスなどを搭載

など、各メーカーの技術の粋を小さな筐体に集約したモデルであり、フィルム時代の全盛期および終焉を飾るにふさわしい機種群である。デジタルカメラにおいてもリコー GRデジタルシリーズやコンタックス TVSデジタルといった高級コンパクトカメラのコンセプトを受け継いだ機種が存在する。
デジタルカメラにおいても、とくに描写性能を重視した製品は以前からあったが、高級コンパクトとして明確に意識されるようになったのは、2005年10月に登場したリコー GR DIGITALや2007年3月にリリースされたシグマDP1の頃からである。高級コンパクトデジカメの明確な定義はないが、概ね次のようなカメラが相当する。
- 比較的大型のイメージセンサーを搭載（2014年4月時点では概ね1/1.7型以上）
- 単焦点レンズまたは広角端の開放F値が概ねF2.0程度よりも明るいこと
- 高品位な外装や機能を搭載

### 主な高級コンパクトカメラ

#### フィルムカメラ
- コンタックス Tシリーズ、TVSシリーズ - 高級コンパクトカメラの開拓者というべきシリーズ。T2からはチタン外装を纏った。TVSシリーズはズームレンズを搭載。TixというAPSの高級コンパクトカメラも存在した。
- ライカ miniluxシリーズ、CM - miniluxシリーズはT2を追随して企画された。生産は松下電器産業が請け負った。後継ともいえるCMは2003年発売と高級コンパクトカメラでは最後期の製品であったが、2007年に生産が終了した。
- ニコン 28Ti/35Ti - チタン外装。アナログ指針による撮影情報表示が特徴的。レンズは同社の銀塩コンパクトカメラでは唯一ニッコールの銘がつけられている。
- ミノルタ TC-1 - 発売当時35mmフィルムカメラ世界最小を謳った機種。チタン外装、完全円形絞り等を搭載。搭載されたG-ROKKORはレンズ単体でLマウントにて発売されるほどの性能を誇った。
- リコー GRシリーズ - G-ROKKORレンズ同様、GRレンズも単体でLマウントにて発売された。グリップ部以外の本体の大部分はパトローネより薄いという形状をしていた。GR1シリーズのボディは堅牢なマグネシウムダイキャスト。
- コニカ HEXAR - 高画質に写るレンズと評判が高いヘキサーレンズ搭載。F2のレンズであった。

#### デジタルカメラ
- ソニー サイバーショットシリーズ - DSC-RX1 世界初の35mmフルサイズCMOSセンサを搭載したコンパクトデジタルカメラ。
- ソニー（旧コニカミノルタ）ディマージュシリーズ
- パナソニック ルミックスシリーズ
- カシオ ハイスピード・エクシリムシリーズ
- 富士フイルム X100シリーズ
- リコー GRシリーズ
- ペンタックス MX-1
- シグマ DPシリーズ

## ネオ一眼カメラについて

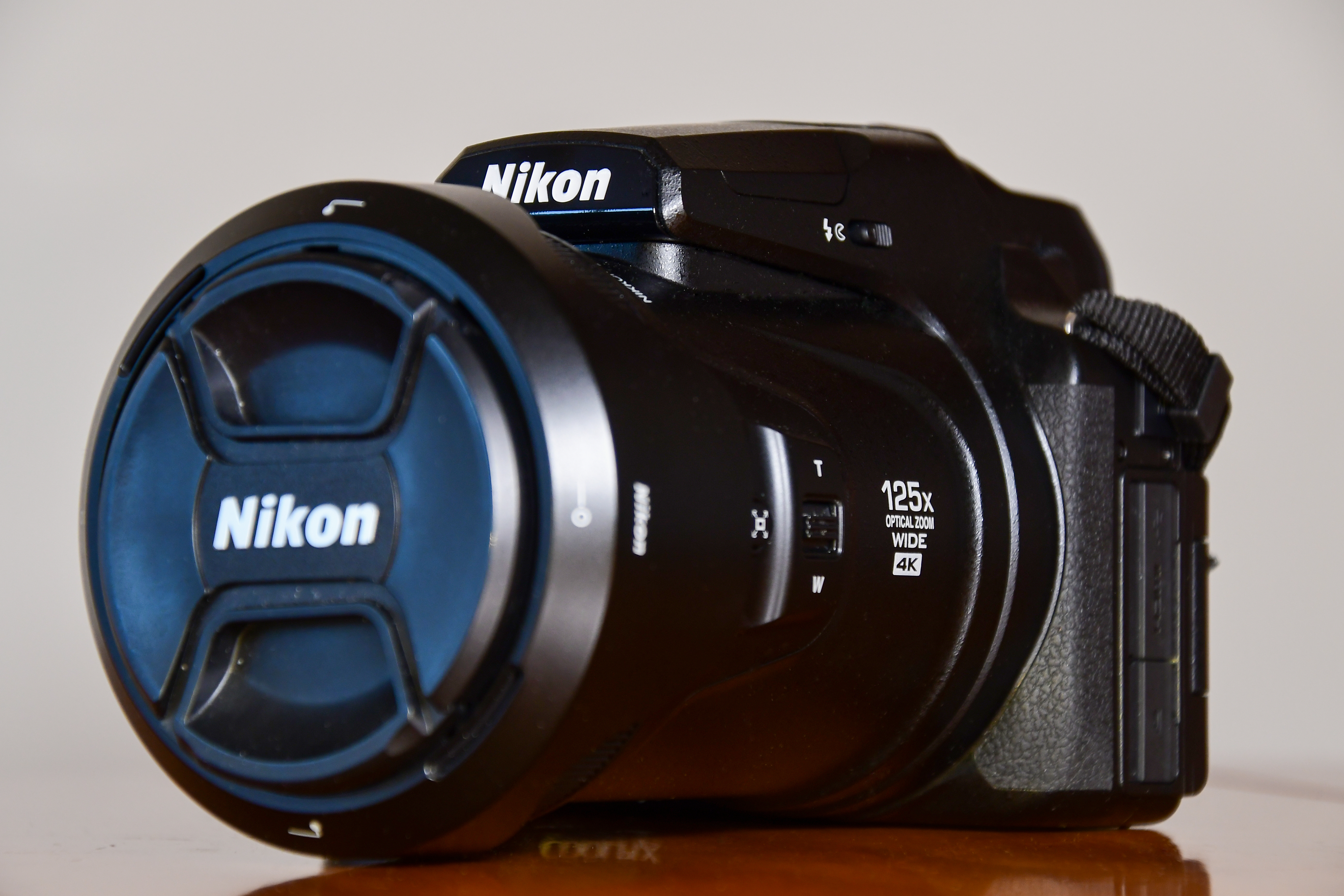
ニコン COOLPIX P1000

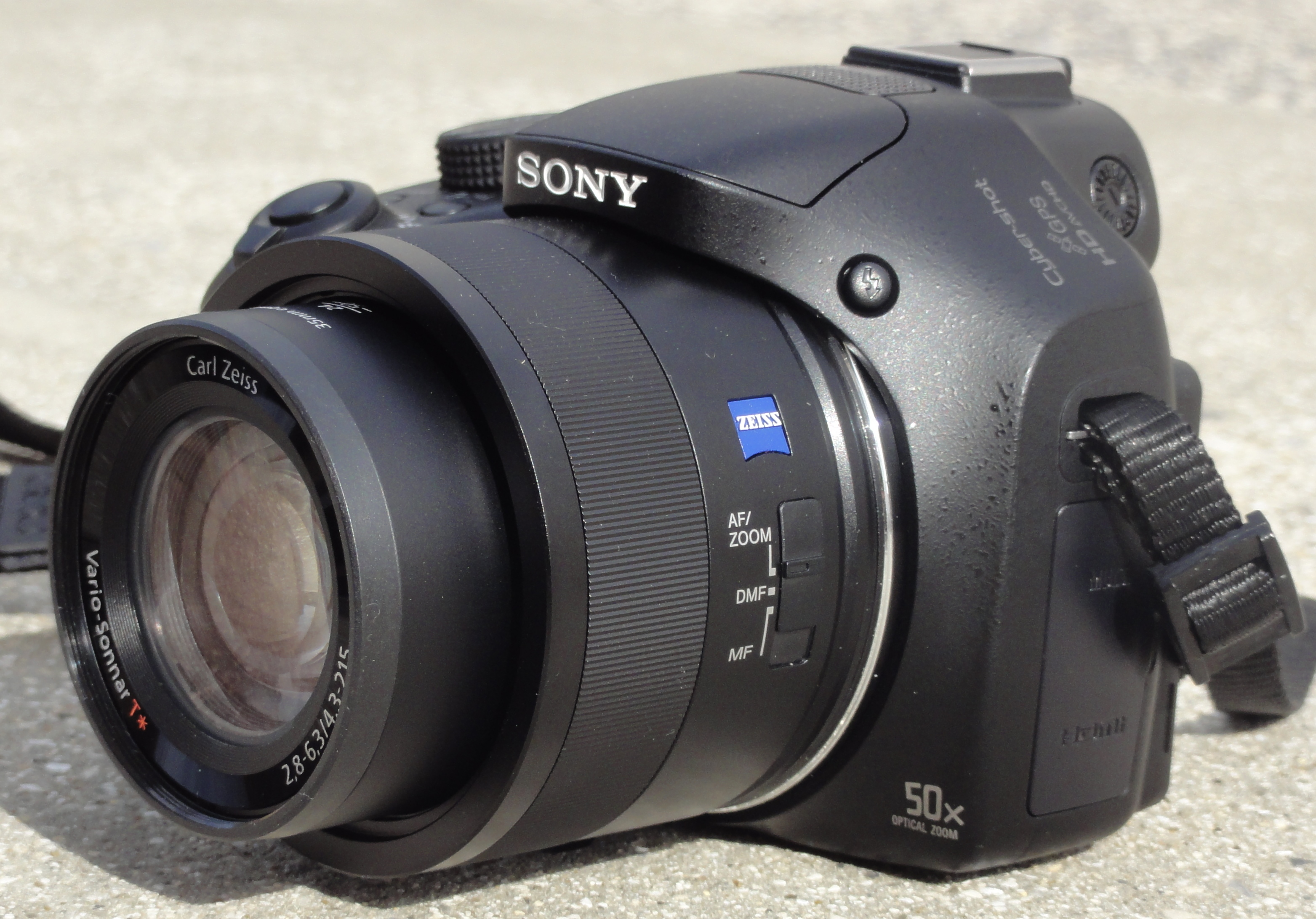
ソニー サイバーショット DSC-HX400V

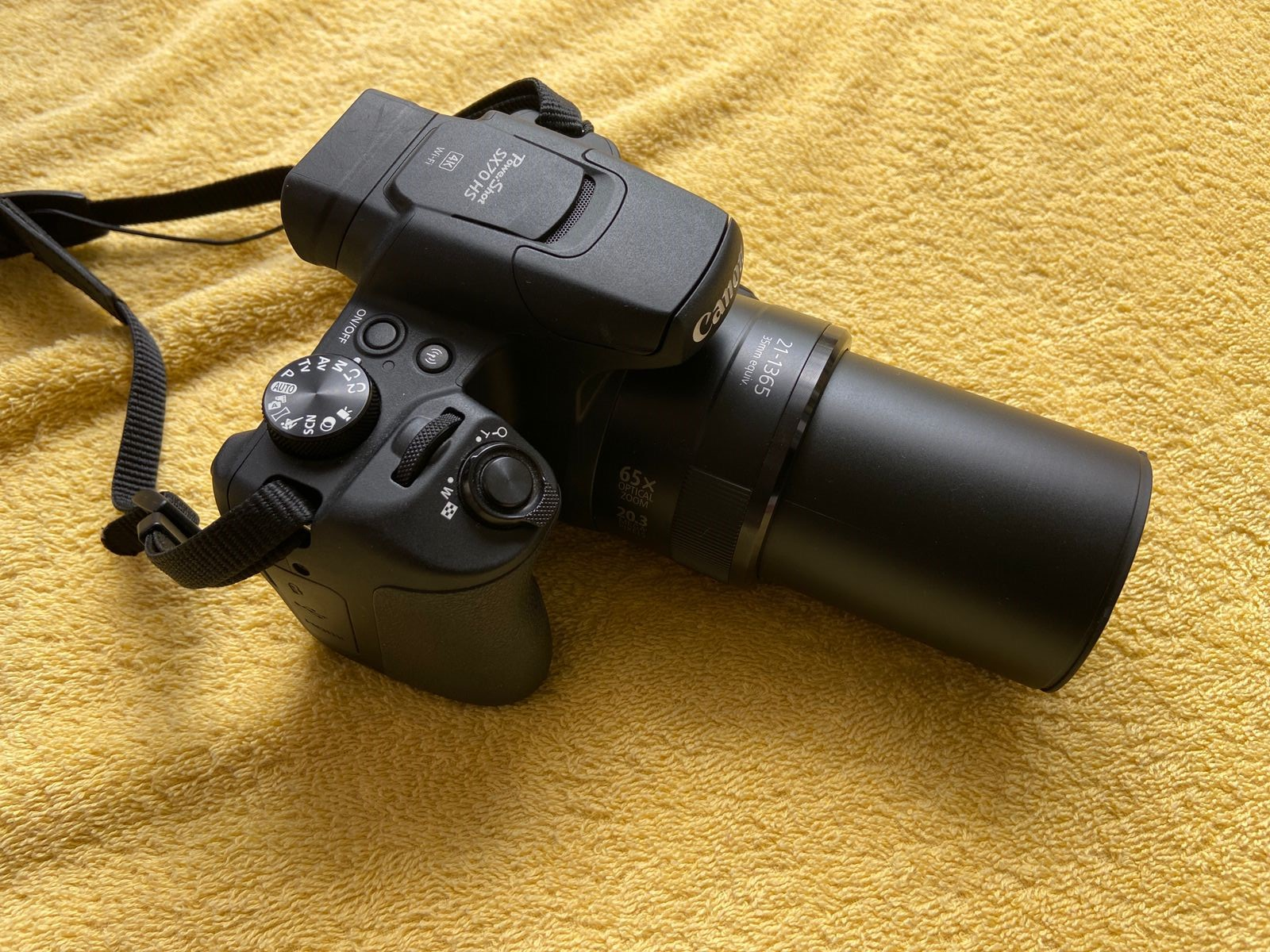
キャノン SX70 HS

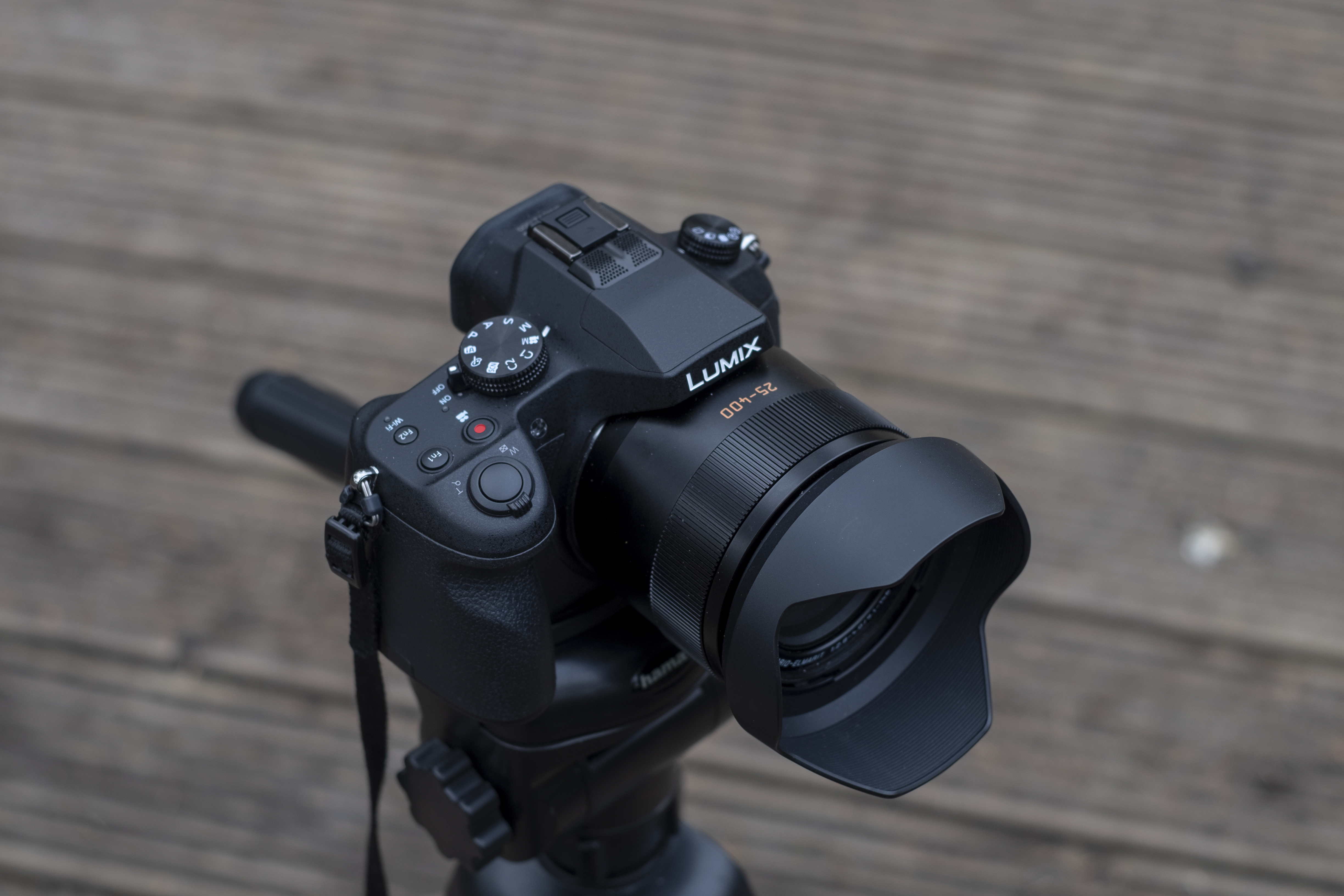
パナソニック Lumix FZ1000

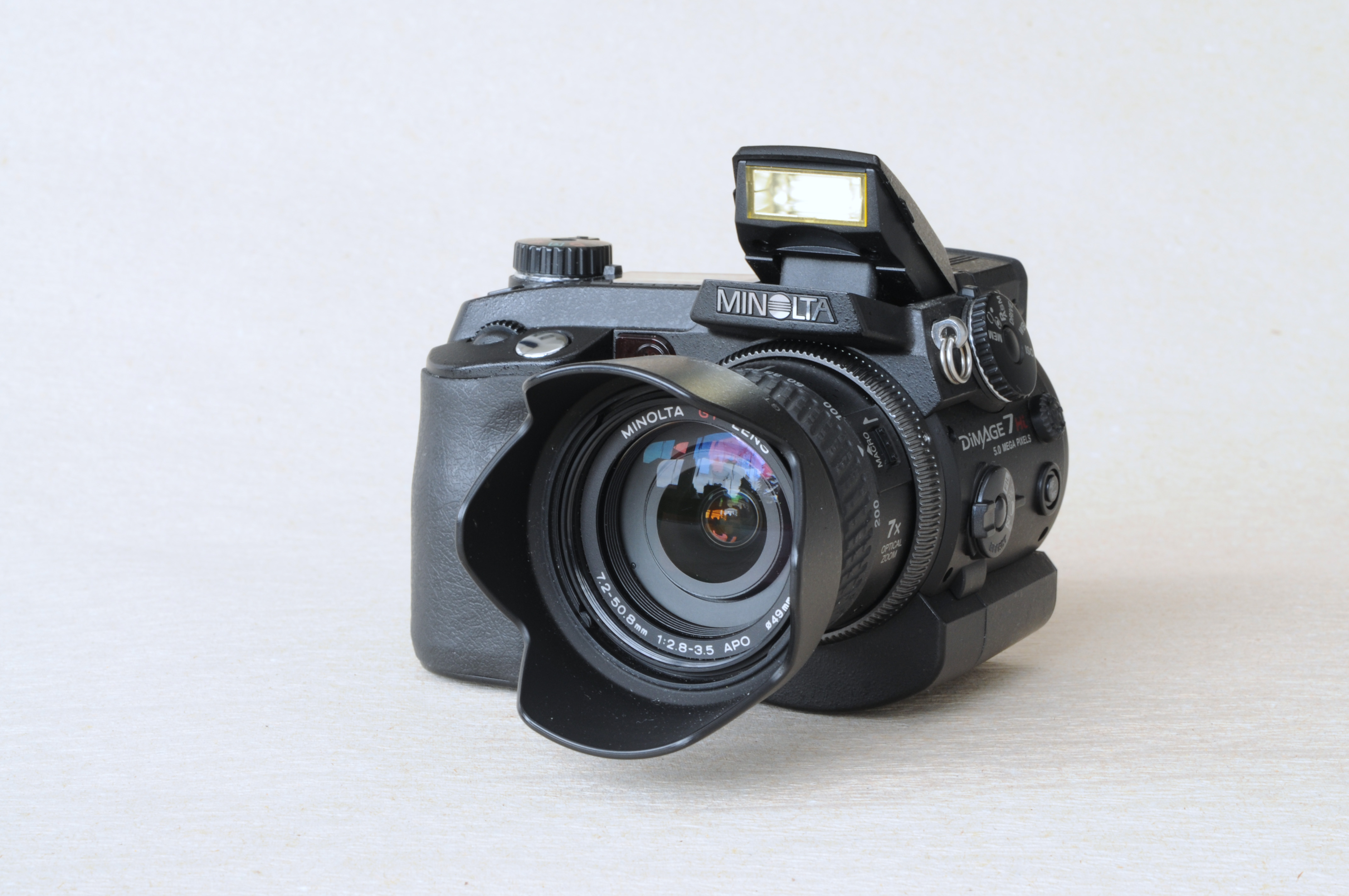
ミノルタ Dimage 7Hi

ネオ一眼カメラは、コンパクトデジタルカメラの中でも、外観が一眼レフに似ていて高倍率ズームの撮影が出来るカメラを指す。コンパクトデジタルカメラと多様な機能を持つデジタル一眼レフカメラの中間に位置づけられるため、「ブリッジカメラ」とも呼ばれる。なお、コンパクトデジタルカメラの部類に入るため、レンズの交換は出来ず、デジタルミラーレスである。なお「レンズ一体型一眼レフ」とは別である。

### 主なネオ一眼カメラ
- ニコン - COOLPIXシリーズ - ズーム系のコンパクトデジタルカメラ市場で後れをとっていたニコンが2008年4月25日に発売した本格的なネオ一眼カメラ「COOLPIX P80」から始まる。左から発売順に以下に示す
  - P - P80、P90、P100、P500、P510、P520、P600、P610、P900、P1000、P950
  - B - B500、B700、B600
- ソニー - サイバーショットシリーズ - 高画質と高速性能を良好なバランスで両立しているのが特徴。2005年6月17日に発売した格的な高倍率大型モデル「DSC-H1」から始まる。左から発売順に以下に示す
  - H/HX - DSC-H1、DSC-H5、DSC-H7、DSC-H50、DSC-HX1、DSC-HX100V、DSC-HX200V、DSC-HX300、DSC-HX400V
  - R/RX - DSC-R1、DSC-RX10、DSC-RX10M2、DSC-RX10M3、DSC-RX10M4
- キヤノン - PowerShotシリーズ - 2008年10月に発売した「PowerShot SX10 IS」から始まる。左から発売順に以下に示す
  - SX 1桁 - SX1 IS、
  - SX 2桁 - SX10 IS、SX20 IS、SX30 IS、SX40 HS、SX50 HS、SX60 HS、SX70 HS
  - SX 400番台 - SX400 IS、SX410 IS、SX420 IS、SX430 IS
  - SX 500番台 - SX500 IS、SX510 IS、SX530 IS
- 富士フイルム - FinePixシリーズ・Xシリーズ - 2002年8月1日に発売した「FinePix S304」から始まる。左から発売順に以下に示す
  - S/H/HS/SL - S304、S602、S5000、S7000、S5200、S9000、S6000fd、S9100、S8000fd、S8100fd、S100FS、S1500、S200EXR、S2500HD、HS10、S2800HD、S3200、HS20EXR、S4000、S4500、HS30EXR、SL300、S8200、HS50EXR、SL1000、S1、S9400W、S8600、S9900W
  - X - X-S1
  - 6900Z
- ペンタックス - Xシリーズ - 2009年3月に発売した、デジタル一眼カメラ風にデザインされた、広角・高倍率ズームレンズ内蔵のコンパクトデジタルカメラ「X70」から始まる。左から発売順に以下に示す
  - X - X70、X90、X-5
- パナソニック - Lumixシリーズ。左から発売順に以下に示す
  - FZ一桁 - DMC-FZ1、DMC-FZ2、DMC-FZ3、DMC-FZ5、DMC-FZ7、DMC-FZ8
  - FZ二桁 - DMC-FZ10、DMC-FZ20、DMC-FZ30、DMC-FZ50、DMC-FZ18、DMC-FZ28、DMC-FZ38、DMC-FZ48、DMC-FZ70
  - FZ三桁 - DMC-FZ100、DMC-FZ150、DMC-FZ200、DMC-FZ300
  - FZ四桁 - DMC-FZ1000
- オリンパス - CAMEDIAシリーズ。左から発売順に以下に示す
  - SP - SP100、SP-500UZ、SP-510UZ、SP-550UZ、SP-560UZ、SP-570UZ、SP-565UZ、SP-590UZ、SP-600UZ、SP-800UZ、SP-810UZ、SP820UZ、SP-720UZ、SP-820UZS、SP-100EE
- コニカミノルタ（ミノルタ）- DiMAGEシリーズ
  - DiMAGE7i、DiMAGE A200、DiMAGE A2、DIMAGE Z1、など
- ジェネラル・イメージング・ジャパン - Xシリーズ
  - X5，X500，X600

## 呼称について
1980年代前半までは「バカチョンカメラ」という呼び名が一般において盛んに用いられていたが、当時の世代の人を中心に現在でも稀に呼称することがある。
- 語源には下記のような説がある。
  1. 英語のフール・プルーフの訳語で、「カメラの使い方を知らなくても、絞りやシャッター速度の調整を気にせず使えるカメラ」つまりプログラムEE（当時の呼称。現在のプログラムAE）つきの、「ばかでもちょんでも使えるカメラ」という意味。
  2. 英語「vacation camera」の日本語読み。
  3. F値・被写界深度・シャッター速度・ストロボ等の専門知識を要することなく、「バカでも（シャッターを）チョンと押せば撮影できる」の意

1の説について、「『ちょん』が朝鮮人に対する蔑称である『チョン』『チョン公』の事を指している」とされ、「バカチョンカメラ」の呼称は使用が自粛されるようになった（現在「バカチョン」という表現は放送禁止用語となっている。詳述はバカチョンを参照）。
なお、デジタルコンパクトカメラのことを「コンデジ」と略称することがある。